# Intef VI
Sejemra Upmaat – Intef, o Intef VI, fue un faraón de la dinastía XVII que gobernó c. 1603-1593 a. C., durante el segundo periodo intermedio de Egipto.
Gobernó en Tebas y era hijo de Sobekemsaf, y hermano de Intef VII, como muestran las inscripciones grabadas en su sarcófago.
Intef VI e Intef VII, fueron hijos de un gobernante llamado Sobekemsaf, probablemente su predecesor Sobekemsaf II, basándose en una inscripción de la jamba de la puerta de un templo de la dinastía XVII, hallada en Gebel Intef.
En el Canon Real de Turín (11.10) es ilegible su nombre y el periodo de reinado.

## Sepultura
Probablemente, fue enterrado en una tumba de la necrópolis de Dra Abu el-Naga, aunque no ha sido localizada; posiblemente está situada en la zona donde fueron encontrados los restos de la pirámide de la tumba de su hermano Intef VII, en 2001. Aunque su vida está lleno de misterios.

## Titulatura
| Titulatura | Jeroglífico | Transliteración (transcripción) - traducción - (referencias) |

| G5 |

| G5 |

| F13 | p · Z10 | U4 | D36 · t |

| F13 | p · Z10 | U4 | D36 · t |

| F13 | p · Z10 | U4 | D36 · t |

| F13 | p · Z10 | U4 | D36 · t |

| G5 |

| G5 |

| F13 | p · Z10 | U4 | D36 · t |

| F13 | p · Z10 | U4 | D36 · t |

| F13 | p · Z10 | U4 | D36 · t |

| F13 | p · Z10 | U4 | D36 · t |

| N5 | Y8 | F13 | p · Z10 | U4 | D36 · t |

| N5 | Y8 | F13 | p · Z10 | U4 | D36 · t |

| N5 | Y8 | F13 | p · Z10 | U4 | D36 · t |

| N5 | Y8 | F13 | p · Z10 | U4 | D36 · t |

| N5 | Y8 | F13 | p · Z10 | U4 | D36 · t |

| N5 | Y8 | F13 | p · Z10 | U4 | D36 · t |

| N5 | Y8 | F13 | p · Z10 | U4 | D36 · t |

| N5 | Y8 | F13 | p · Z10 | U4 | D36 · t |

| N5 | Y8 | F13 | p · Z10 | U4 | D36 · t |

| N5 | Y8 | F13 | p · Z10 | U4 | D36 · t |

| N5 | Y8 | F13 | p · Z10 | U4 | D36 · t |

| N5 | Y8 | F13 | p · Z10 | U4 | D36 · t |

| N5 | Y8 | F13 | p · Z10 | U4 | D36 · t |

| N5 | Y8 | F13 | p · Z10 | U4 | D36 · t |

| N5 | Y8 | F13 | p · Z10 | U4 | D36 · t |

| N5 | Y8 | F13 | p · Z10 | U4 | D36 · t |

| W25 | i | N35 · X1 · I9 | O29V |

| W25 | i | N35 · X1 · I9 | O29V |

| W25 | i | N35 · X1 · I9 | O29V |

| W25 | i | N35 · X1 · I9 | O29V |

| W25 | i | N35 · X1 · I9 | O29V |

| W25 | i | N35 · X1 · I9 | O29V |

| W25 | i | N35 · X1 · I9 | O29V |

| W25 | i | N35 · X1 · I9 | O29V |

| W25 | i | N35 · X1 · I9 | O29V |

| W25 | i | N35 · X1 · I9 | O29V |

| W25 | i | N35 · X1 · I9 | O29V |

| W25 | i | N35 · X1 · I9 | O29V |

| W25 | i | N35 · X1 · I9 | O29V |

| W25 | i | N35 · X1 · I9 | O29V |

| W25 | i | N35 · X1 · I9 | O29V |

| W25 | i | N35 · X1 · I9 | O29V |